# 短叶虾脊兰
短叶虾脊兰（学名：Calanthe arcuata var. brevifolia）为兰科虾脊兰属下的一个变种。

## 扩展阅读
- 維基物種上的相關：短叶虾脊兰